# ماريك بلاوجو
ماريك بلاوجو (بالبولندية: Marek Plawgo) مواليد 25 فبراير 1981 في رودا شلاسكا، هو قافز حواجز بولندي. شارك في دورة الألعاب الأولمبية. حصل على الذهبية في بطولة أوروبا لألعاب القوى داخل الصالات.

## سجل المنافسة
| العام       | المسابقة                                    | المكان             | المركز      | حدث           | ملاحظة      |
| يمثل بولندا | يمثل بولندا                                 | يمثل بولندا        | يمثل بولندا | يمثل بولندا   | يمثل بولندا |
| ----------- | ------------------------------------------- | ------------------ | ----------- | ------------- | ----------- |
| 1999        | بطولة أوروبا لألعاب القوى للناشئين 1999     | ريغا               | 4           | 400 م حواجز   | 52.17       |
| 2000        | بطولة العالم للناشئين لألعاب القوى 2000     | سانتياغو، تشيلي    | 1           | 400م حواجز    | 49.23       |
| 2000        | بطولة العالم للناشئين لألعاب القوى 2000     | سانتياغو، تشيلي    | 3           | 4×400م تتابع  | 3:07.05     |
| 2001        | بطولة العالم لألعاب القوى 2001              | إدمونتون           | 18          | 400 م حواجز   | 49.80       |
| 2001        | الألعاب الجامعية الصيفية 2001               | بكين               | 8           | 400 م حواجز   | 49.68       |
| 2002        | بطولة أوروبا لألعاب القوى داخل الصالات 2002 | فيينا              | 1           | 400 م         | 45.39       |
| 2002        | بطولة أوروبا لألعاب القوى داخل الصالات 2002 | فيينا              | 1           | 4x400 م تتابع | 3:05.50     |
| 2002        | بطولة أوروبا لألعاب القوى 2002              | ميونخ              | 4           | 400 م         | 45.40       |
| 2002        | بطولة أوروبا لألعاب القوى 2002              | ميونخ              | 8           | 4x400 م تتابع |             |
| 2003        | بطولة العالم لألعاب القوى داخل الصالات 2003 | برمنغهام (إنجلترا) | 7           | 400 م         | 46.82       |
| 2003        | بطولة العالم لألعاب القوى داخل الصالات 2003 | برمنغهام (إنجلترا) | 3           | 4x400 م تتابع | 3:06.61     |
| 2003        | بطولة أوروبا لألعاب القوى تحت 23 سنة 2003   | بيدغوشتش           | 1           | 400 م حواجز   | 48.45       |
| 2003        | بطولة أوروبا لألعاب القوى تحت 23 سنة 2003   | بيدغوشتش           | 1           | 4x400 م تتابع | 3:03.32     |
| 2004        | الألعاب الأولمبية الصيفية 2004              | أثينا              | 6           | 400 م حواجز   | 49.00       |
| 2004        | الألعاب الأولمبية الصيفية 2004              | أثينا              | 10          | 4x400 م تتابع | 3:03.69     |
| 2006        | بطولة أوروبا لألعاب القوى 2006              | غوتنبرغ            | 2           | 400 م حواجز   | 48.71       |
| 2007        | بطولة العالم لألعاب القوى 2007              | أوساكا             | 3           | 400 م حواجز   | 48.12       |
| 2007        | بطولة العالم لألعاب القوى 2007              | أوساكا             | 3           | 4x400 م تتابع | 3:00.05     |
| 2008        | الألعاب الأولمبية الصيفية 2008              | بكين               | 6           | 400 م حواجز   | 48.42       |
| 2008        | الألعاب الأولمبية الصيفية 2008              | بكين               | 7           | 4x400 م تتابع | 3:00.32     |
| 2012        | بطولة أوروبا لألعاب القوى 2012              | هلسنكي             | 18          | 400 م حواجز   | 50.77       |

## روابط خارجية
- ماريك بلاوجو على موقع الاتحاد الدولي لألعاب القوى (الإنجليزية)
- ماريك بلاوجو على موقع الرابطة البولندية لألعاب القوى (البولندية)
- ماريك بلاوجو على موقع اللجنة الأولمبية الدولية (الإنجليزية)
- ماريك بلاوجو على موقع أوليمبيديا (الإنجليزية)
- ماريك بلاوجو على موقع اللجنة الأولمبية البولندية (مؤرشف) (البولندية)